# Deportivo La Corogne (féminines)
Maillots
Actualités
Dernière mise à jour : 13 mars 2021.
La section féminine du Deportivo La Corogne, dont le nom officiel est Deportivo Abanca pour des raisons de sponsoring, est un club de football espagnol basé à La Corogne et fondé en 2016. L'équipe première évolue actuellement en Liga F.

## Histoire

### Depuis 2015
En 2015, le Deportivo La Corogne annonce qu'il souhaite fonder une section féminine. L'équipe est créée en 2016, et fait ses débuts en Segunda División. L'équipe termine à la deuxième place pour ses deux premières saisons de D2. À l'été 2018, elle affronte le Benfica Lisbonne en amical pour le premier match de l'histoire du club portugais. La saison suivante, l'équipe remporte le championnat de D2 en 2018-2019, et est promue en Primera Iderbola.
Après un début de saison 2019-2020 très réussi, l'équipe se classe finalement 4e du championnat. Le club galicien recrute Eva Dios, sourde à 80%, qui évolue pour l'instant en équipe B.